# Complex LUBAC

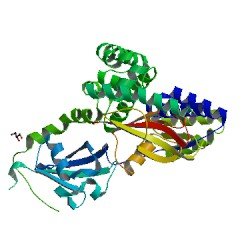
Representació tridimensional del nucli hetero-trimèric del complex LUBAC, format per HOIP, HOIL-1L i SHARPIN (Font: Protein Data Bank o RCSB-PDB)

El complex LUBAC, (de l'anglès: Linear Ubiquitination Assembly Complex), és l'únic complex d'ubiquitina ligasa (E3) que catalitza la conjugació lineal d'ubiquitina en determinades dianes o substrats proteics. La funció principal d'aquest complex és realitzar ubiquitinacions; modificacions post-traduccionals que permeten o bé marcar les proteïnes per a la seva degradació a través de proteosomes o alterar la localització de la proteïna dins la cèl·lula o, forçar o impedir diferents interaccions interproteiques. Es tracta d'un complex heteromultimèric format per tres subunitats diferents anomenades HOIL-1L, HOIP, i SHARPIN.

## Funcions

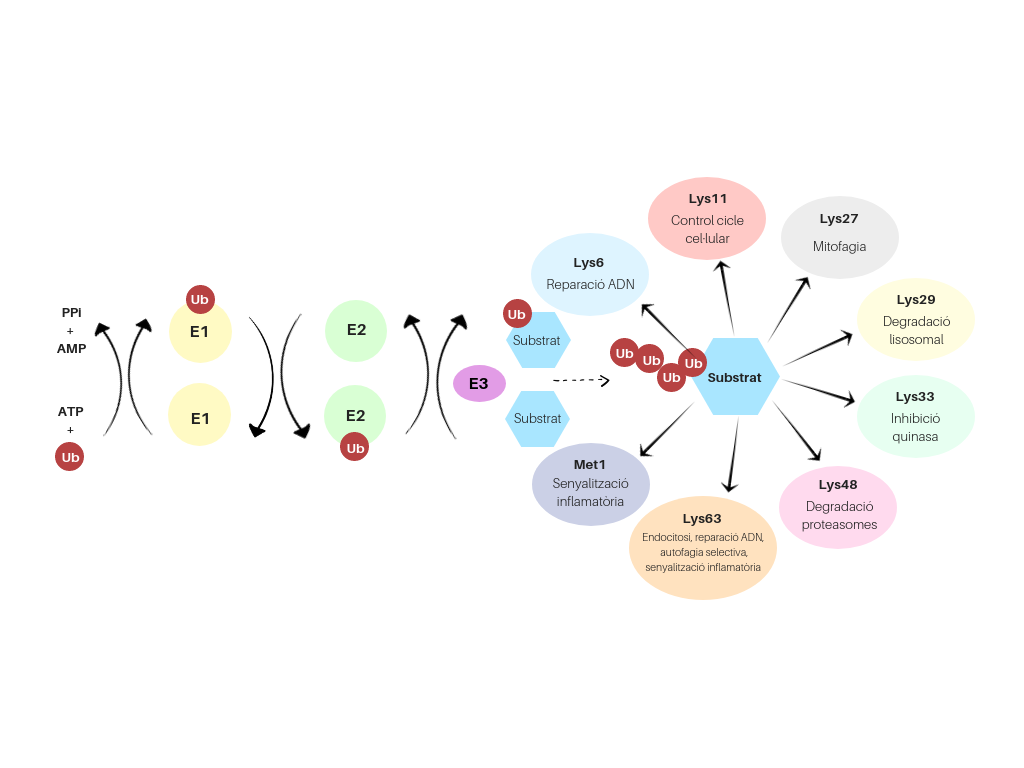
En la ubiquitinació, l'enzim activador d'ubiquitina (E1) la transfereix a l'enzim conjugant (E2). La ubiquitina ligasa (E3) transfereix les molècules d'ubiquitina al substrat, generant cadenes lineals que intervenen en nombrosos i importants processos cel·lulars.

### Ubiquitinació
La ubiquitinació és un procés enzimàtic de modificació post-traduccional proteica que té com a funció marcar proteïnes per a la posterior degradació de les mateixes al proteosoma, i que, en diversos casos, pot comportar un canvi fisiològic en el substrat.
Inclou l'acció dels complexos enzimàtics E1, E2 i E3.
1. Es produeix l'activació de la ubiquitina amb consum d'ATP mediada per l'enzim E1, ja que en el seu centre actiu hi ha una cisteïna que s'uneix mitjançant un enllaç tioèster a la glicina de l'extrem C-terminal de la ubiquitina que requereix una despesa energètica.
2. Es transfereix la ubiquitina del centre actiu de l'enzim E1 a l'enzim E2 a través d'una reacció molt similar a l'anterior.
3. Les ligases E3 finalitzen el procés unint la ubiquitina a una lisina del substrat[1] i confereixen especificitat mitjançant la selecció de la proteïna objectiu.[2]

### Mecanisme de funcionament LUBAC
El complex LUBAC forma part de la família d'ubiquitina ligases E3 RBR (de l'anglès RING-between-RING) i malgrat fer la funció de poliubiquitinació d'aquesta família enzimàtica divergeix en diversos aspectes. Aquest complex és l'única ligasa E3 que realitza un procés de poliubiquitinització lineal, és a dir, forma enllaços peptídics entre l'extrem C-terminal de la glicina d'un monòmer d'ubiquitina amb l'extrem amino-terminal de la metionina del monòmer següent (formant el Met1-Ub).
L'activitat catalítica del complex LUBAC es concentra a la subestructura HOIP, mentre que les subunitats SHARPIN i HOIL-1L tenen importància en el context cel·lular tot i no dur a terme el procés d'ubiquitinació. Aquestes són imprescindibles per a la localització i l'especificitat del substrat, i també s'han relacionat amb processos d'activació del complex per atorgar-li una major estabilitat.

La presència de domini PUB a l'extrem N-terminal de la subunitat HOIP permet al complex la interacció amb desubiquitinases (DUBs) fet que explica un procés d'autoregulació per contrarestar l'activitat del complex LUBAC. Diversos processos específics de proteòlisi també tenen capacitat de regular l'activitat catalítica del complex LUBAC.

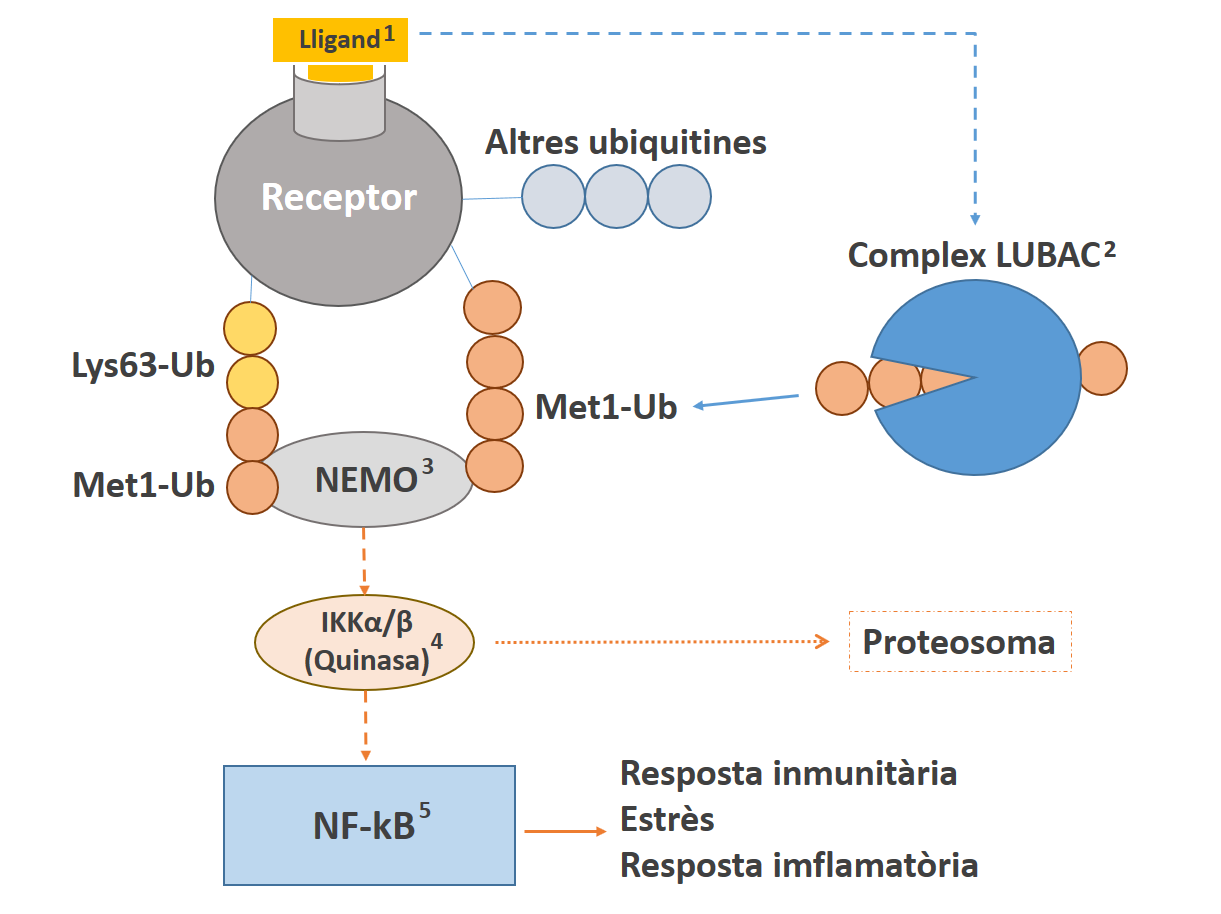
Regulació de la via metabòlica del complex proteic NF-kB. S'observen els passos fonamentals d'activació del complex NF-kB. (1) Es produeix la unió lligand-receptor. (2) La unió lligand-receptor indueix la síntesi de cadenes Met1-Ub. (3) La proteïna NEMO s'ubiquitina amb les cadenes Met1-Ub. (4) La proteïna ubiquitinada NEMO activa la quinasa IKKα/β. (5) La quinasa, al mateix temps, activa el complex NF-kB, el qual participa en vàries respostes cel·lulars. Un cop s'ha produït l'activitat catalítica, la quinasa es degrada en un proteosoma.

La complexitat del LUBAC genera un gran seguit d'incògnites sobre la seva funcionalitat; actualment, s'han trobat diverses competències específiques de les subunitats; en el cas del HOIL-1L, s'ha descrit la seva importància en vies metabòliques com són la regulació del cicle cel·lular, l'emmagatzematge intracel·lular de ferro i l'adaptació de la cèl·lula a la hipòxia en tumors de creixement ràpid. L'altre component del LUBAC, el SHARPIN presenta una activitat catalítica important relacionada amb els processos d'apoptosi no regulada; del que es dedueix que el complex té una gran importancia en el funcionament d'aquests mecanismes. Tots ells regulats per processos d'ubiquitinació.

### Regulació de NF-kB
La ubiquitinació de diversos substrats per l'acció del LUBAC provoca l'activació de vies metabòliques rellevants per al correcte funcionament cel·lular. La via metabòlica del complex NF-kB constitueix la funció més important que regula el LUBAC fins ara coneguda.
El NEMO, un component del complex IkB quinasa, és el substrat principal del LUBAC, i la seva ubiquitinació activa el complex proteic NF-kB. Quan un receptor rep un estímul determinat, provoca l'activació del complex LUBAC el qual ubiquitinitza el complex NEMO unint-hi una cadena Met1-Ub. Aquest, quan es troba unit a la cadena d'ubiquitina, és capaç d'estimular les quinases IkBα reguladores dels processos relacionas amb l'NF-kB. Quan aquesta via metabòlica és estimulada, incideix en respostes immunitàries i actua contra l'estrès, així com en processos d'inflamació. La regulació del procés implica també una via de retorn, de manera que si es presenta un excés de NF-kB, el mateix LUBAC es veu contrarestat per l'activitat de les deubiquitinases (DUB) i es redueix la sortida final de Met1-Ub. Es pot dir, per tant, que s'estableix un equilibri de Met1-Ub quan les concentracions d'aquesta són elevades.

## Estructura
La molècula té un pes d'aproximadament 600 kD, xifra suggereix que es tracta d'un complex heteromultimèric format, per tres subunitats. Inicialment, quan l'any 2006 es va descobrir, es creia que únicament constava de dues subunitats que contenen les proteïnes HOIP i HOIL-1L. Més endavant, però, es va poder descriure un tercer domini: la proteïna SHARPIN. 

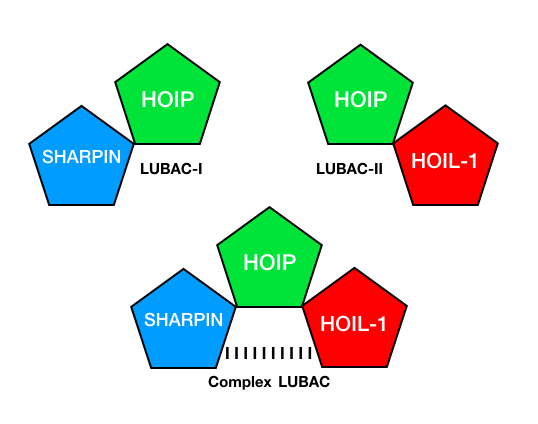
Els dos dímers (LUBAC-I i LUBAC-II) són menys estables i menys eficients que el complex LUBAC que es troba com a trímer on s'estableixen interaccions entre les subunitats SHARPIN i HOIL-1L.

El HOIP és la principal d'entre les tres subunitats del LUBAC. Aquest conté mecanismes suficients per ubiquitinitzar proteïnes per sí sol; malgrat això, s'ha observat que només és capaç de dur a terme aquesta funció quan es troba unit a una de les seves dues subunitats complementàries o bé a ambdues alhora. En la subunitat HOIP aïllada es dona una autoinhibició recíproca entre el seu domini UBA i la seva regió RBR-LDD, el que implica l'aturada de la seva activitat catalítica. És per això que el complex es presenta sempre com a dímer o trímer; el HOIL-1L i SHARPIN s'encarreguen de desinhibir i reactivar les funcions de la subunitat principal enllaçant-se a ella 
D'aquesta manera, el domini UBA del HOIP s'uneix específicament a la subunitat HOIL-1L i el domini UIM a la SHARPIN, formant així dos microcomplexos: el HOIL-1LUBL/HOIPUBA i el SHARPINUBL/HOIPUIM. Aquest enllaç entre HOIP i les altres dues subunitats és mediat principalment per interaccions hidrofòbiques De fet, tot i que SHARPIN i HOIL-1L comparteixen una gran similitud, ja que tenen residus molt semblants que són responsables d'aquest enllaç amb HOIP, el mode d'interacció del complex SHARPINUBL/HOIPUIM és totalment diferent que el del complex HOIL-1LUBL/HOIPUBA. Així doncs, és el domini HOIP qui adopta diferents conformacions per tal d'interaccionar amb cadascuna de les subunitats de manera específica.
El complex pot trobar-se expressat de tres maneres diferents: 
- HOIP enllaçat al HOIL-1: complex dimèric conegut com a LUBAC-I o HOIL-1L/HOIPUBA.

- HOIP enllaçat al SHARPIN: complex dimèric conegut com a LUBAC-II o SHARPINUBL/HOIPUIM.
- HOIP enllaçat a HOIL-1 i SHARPIN: complex trimèric conegut com a complex LUBAC.

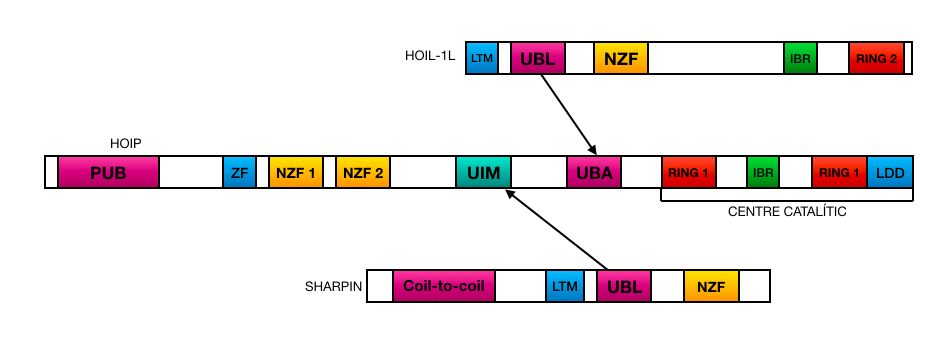
Estructura de les diferents components del LUBAC complex i senyalització dels dominis entre els que es produeixen els enllaços entre la unitat principal (HOIP) i les dues subunitats secundàries (HOIL-1L i SHARPIN). Es veu marcat també el centre catalític de la unitat HOIP on es produeix la ubiquitinació.

D'aquestes tres conformacions possibles la més estable és la que es troba com a trímer; l'absència d'alguna de les dues subunitats (HOIL-1L o SHARPIN) o la mutació d'alguna d'aquestes, desestabilitza parcialment en el conjunt que limita la seva efectivitat tot i que no la impedeix. L'existència de les dues conformacions dimèriques s'ha aconseguit únicament en cèl·lules cultivades in vitro.

### HOIP
La proteïna HOIP (HOIL-1L interacting protein) és coneguda amb aquest nom perquè en un inici aquestes dues subunitats van ser les primeres en ser identificades com a membres del complex LUBAC, però també es coneix amb el nom de NFR31. Aquesta proteïna pertany a la família RBR (RING-between-RING) de les ligases E3, caracteritzades per un domini RING ampliat (RING1) seguit d'un domini de 'RING in-between RING' (IBR) i un domini catalític (RING2).
HOIP, un dels RBRs més estudiats, és l'E3 ligasa essencial del LUBAC, ja que és el component catalític d'aquest complex. Es tracta d'un RBR prototípic, encara que conté un RING2 ampliat que inclou el domini de determinació de la cadena d'ubiquitina lineal (LDD), que permet la formació selectiva d'enllaços lineals d'ubiquitina (RING2L).
Consta de 1072 aminoàcids i presenta dos dominis principals: el PUB i l'UBA. El primer dels dos conforma des de l'aminoàcid 71 fins al 142, i és un domini que s'ha detectat en altres proteïnes també relacionades amb la degradació de substrats al proteasoma i s'encarrega d'interaccionar amb l'enzim VCP. D'altra banda, en el domini UBA és on es dona la interacció amb el domini UBL de la subunitat HOIL-1L, i es troba des de l'aminoàcid 564 fins al 615.
La subunitat HOIP, doncs, actua com a ligasa E3 i s'encarrega de formar cadenes lineals de poliubiquitina. És per això que en la seva estructura podem identificar dits de zinc per a realitzar aquesta funció. Aquests sumen un total de sis: tres d'ells del tipus RanBP2, que regulen la interacció amb la ubiqüitina, i els altres tres del tipus RING. Els dominis RING1 i IBR s'encarreguen de catalitzar el pas de la ubiquitina des de la ligasa E2 fins al RING2, i posteriorment el RING2 duu a terme la unió final de la ubiquitina amb l'extrem N-terminal del substrat.
Pel que fa a l'estructura secundària, en aquesta proteïna hi predomina la conformació d'hèlix alfa, de la qual trobem 33 seqüències d'entre 22 i 3 aminoàcids cadascuna, així com 21 seqüències de conformacions làmina beta d'entre 3 i 8 aminoàcids.
L'HOIP-RBR aïllat es manté en un estat autoinhibit, però la seva unió amb el component HOIL-1L del LUBAC activa HOIP per impulsar, juntament amb SHARPIN, la senyalització de la via NF-κB i altres processos cel·lulars de gran importància.

### HOIL-1L
És una proteïna codificada pel gen RBCK1 situat en la posició 13 del braç curt del cromosoma 20 del genotip humà. És la isoforma més expressada en l'organisme de la HOIL-1, de la que se'n diferencia per ser més llarga. Té un pes molecular de 56,1 kDa, i la seva cadena peptídica consta de 510 aminoàcids que conformen una estructura terciària amb set làmines beta, tres hèlixs alfa, un gir de tres aminoàcids i una superhèlix de 29 aminoàcids.

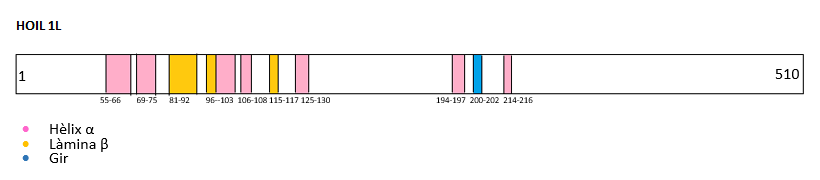
Il·lustració en la que s'indica la posició en la seqüència d'aminoàcids de les diferents conformacions tridimensionals. De color rosa estan indicades les hèlix alfa, de taronja les làmines beta i de color blau el gir.

El nom de la subunitat HOIL-1L (de l'anglès: haem-oxidized iron-regulatory protein 2 ubiquitin ligase-1) prové d'una de les seves funcions principals; la d'actuar com a ligasa E3 per a la proteïna oxidada IREB2 gràcies al seu grup hemo i a l'oxigen que la fan susceptible a l'addició d'ubiquitines. Un altre nom amb què és coneguda aquesta subunitat és el de RBCK1 (RanBP-type and C3HC4-type zinc finger-containing protein 1) que fa referència als dits de zinc que presenta, els quals són quatre en total.
Tres d'ells són del tipus RING (Really interesting new gene), caracteritzats per presentar el motiu d'aminoàcids C3HC4 format per tres cisteïnes (Cys), una histidina (Hys) i quatre cisteïnes (Cys) amb la funció final d'ubiquitinitzar substrats a través de la interacció amb cations de zinc (Zn2+).
A més, dins el grup RING, la proteïna HOIL-1L, igual que la HOIP, és del tipus RBR', i presenta tres dominis RING d'unió a Zn2+: el primer és el RING1 N-terminal que es troba des de l'aminoàcid 282 al 327 de la cadena polipeptídica, el segon és un IBR central (central in-between RING) el qual s'uneix a dos àtoms de zinc i conforma la seqüència d'aminoàcids que va des del 362 fins al 411, i finalment el domini RING2 C-terminal, que es troba des de l'aminoàcid 437 fins al 463.
El quart dit de zinc es tracta de l'NZF (NPL4 Zinc Finger), que consta de 30 aminoàcids i que s'uneix al catió de zinc mitjançant quatre cisteïnes.
El HOIL-1L s'enllaça al domini UBA del HOIP per l'extrem N-terminal del domini UBL (en anglès: ubiquitin-like), ja que aquest és un motiu proteic d'unió que confereix al complex una conformació globular que el fa resistent a la dissociació i li proporciona molta estabilitat.

### SHARPIN

Esquematització del domini PH de la subunitat SHARPIN des de l'amino àcid 1 al 127 on es poden apreciar diferents hèlixs alfa així com làmines beta. Aquesta esquematitazció s'ha realitzat utilitzant el software de www.rcsb.org.

És una proteïna codificada pel gen Sharpin situat al braç llarg del cromosoma 8 en el cariotip humà, concretament en la posició 144. Consta de 387 aminoàcids i d'un pes aproximat de 40000 Da. Conté un domini UBL (entre els amino àcids 219 i 688) per on es duu a terme l'enllaç amb la subunitat HOIP. A més a més, presenta diversos dits de zinc entre els amino àcids 348-77. Aquesta proteïna està constituïda per dotze làmines beta (situades entre en les posicions 7-11, 20-30, 40-48, 56-60, 70-73, 77-83, 86-90, 99-105, 219-226, 239-244, 268-271 i 293-299), set hèlixs alfa (situades entre els aminoàcids 12-15, 31-33, 74-76, 106-119, 250-261, 265-267 i 283-285) i un únic gir entre les posicions 3-5. El domini més estudiat d'aquesta proteïna és el PH, situat entre els aminoàcids 1-127 representat en la imatge.
El nom d'aquesta unitat proteica nom prové de l'angles Shank-Associated Rh Domain-Interacting Protein. La presència de la subunitat SHARPIN dins el complex LUBAC s'ha descobert recentment i la seva principal funció és la d'unir els pèptids d'ubiquitina entre ells. La coexpressió del SHARPIN i el HOIP promou la ubiquitinació lineal del NEMO, un adaptador de les IκB quinases que suposa una subseqüent activació de la senyal NF-κB. Ha estat demostrat que l'absència de SHARPIN provoca l'apoptosi cel·lular a causa de la desestabilitat del complex, ja que sense aquesta subunitat, el LUBAC no és activat de manera eficient; els estímuls d'activació arriben al domini NZF del SHARPIN.
Aquesta unitat proteica és de gran interès dins el complex, ja que presenta una estructura molt semblant en la seva regió C-terminal amb la regió N-terminal de la subunitat HOIL-1L (comparteixen els dominis LTM, UBL i NZF, aquest últim encarregat de dur a terme els enllaços entre les ubiquitines), pel que el seu sistema de funcionament és relativament semblant.

## Patologies relacionades
Les cadenes lineals generades al complex LUBAC tenen un paper essencial en l'activació de la senyalització NF-kB en resposta als estímuls inflamatoris. Perquè es produeixi l'activació total d'aquesta via, són completament necessaris cadascun dels tres components del LUBAC, ja que la pèrdua individual de qualsevol d'aquests dominis comporta greus efectes de tipus cel·lular, així com efectes dependents d'estímuls específics, i fins i tot, en el pitjor dels casos, la mort.
D'aquesta manera, la importància de regular el complex NF-kB rau en el fet que és necessari per al sistema immunitari, i si es troba en excés, en humans pot provocar defectes autosòmics associats principalment a immunodeficiències i autoinflamacions, així com a altres trastorns addicionals com ara la malaltia del Parkinson i limfomes de cèl·lules B, en què els pacients desenvolupen processos de malaltia atípics.
Recentment, s'ha demostrat que aquestes cadenes lineals tenen un rol importantíssim en donar protecció contra l'apoptosi induïda per TNFα1-5. Així, s'ha pogut veure que la via metabòlica NF-kB i el seu correcte funcionament és essencial, ja que participa en la supervivència de les cèl·lules malignes a través de la inducció de l'expressió del factor de transcripció IRF4 (indicador de melanoma), de manera que el LUBAC es troba actualment en el centre d'investigació contra el càncer, ja que pot constituir un indicador o es pot inhibir el complex per tal de reduir la via d'activació NF-kB.

### Autoinflamació i immunodeficiència
En pacients amb deficiències al LUBAC, ja sigui causades per mutació o per qualsevol altre procés anòmal, els símptomes se centren principalment en l'autoinflamació, caracteritzada per una febre recurrent amb un augment simultani del fetge i de la melsa (hepatosplenomegàlia), així com una inflamació dels ganglis limfàtics, ja a una edat primerenca. D'aquesta manera, aquests pacients són molt propensos a infeccions recurrents i a respostes antivirals anormals, ja que les seves cèl·lules presenten una alteració en l'activació de la via NF-kB, amb una conseqüent debilitació del sistema immunitari.
Des del punt de vista immunològic, una deficiència de la subunitat SHARPIN ha demostrat produir una alteració en el funcionament del complex IKK, que resulta en un mal desenvolupament de l'activació de la via NF-kB, en les cèl·lules B, macròfags i fibroblasts embrionaris. L'hiperplàsia epidèrmica, la inflamació amb presència d'òrgans apoptòtics en queratinòcits i l'augment de la mort cel·lular a la pell són només alguns dels efectes d'aquestes alteracions, que alhora, han sigut relacionades amb trastorns letals com la incontinentia pigmenti (IP), una displàsia ectodèrmica molt poc comuna.

### Trastorns tumorals i càncers

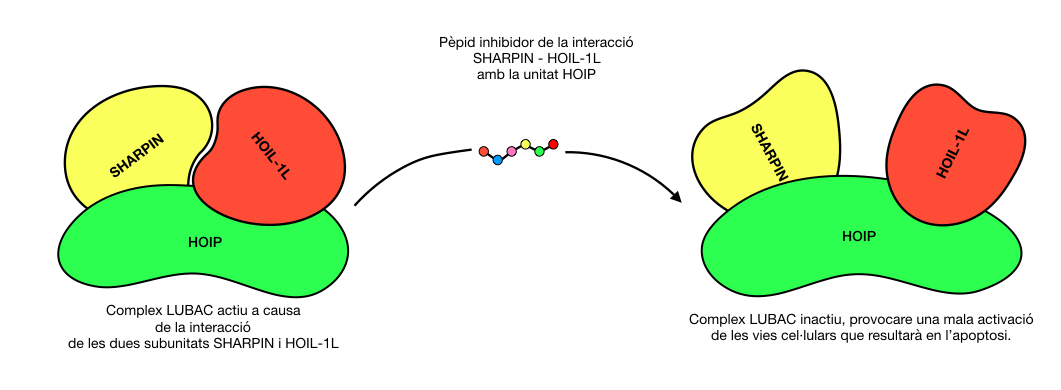
El comple LUBAC actiu pot ser inhibit mitjançant un pèptid específic que provoca una desestabilitat entre les subunitats HOIL-1L i SHARPIN que pot ocasionar una mala activació de les vies metabòliques intermediades pel complex i, conseqüentment l'apoptosi cel·lular.

Una gran varietat de càncers, incloent tumors colorectals i carcinomes pancreàtics i pulmonars, són propensos a desenvolupar-se degut a una interrupció dels processos d'ubiquitinació. És per això que el paper de complexos ubiquitinadors és crucial en processos tumorals, i actualment, una de les moltes dianes de tractaments dissenyats contra el càncer.
Concretament, en els pulmons, la ubiquitina té un paper crític en l'homeòstasi i la malaltia, ja que intervé en l'adaptació a la hipòxia, així com a la regulació del balanç iònic i del transport fluid en la fibrosi quística. La interrupció de les vies dependents d'aquesta molècula comporta trastorns com la malaltia pulmonar obstructiva crònica, la susceptibilitat a les infeccions respiratòries, la lesió pulmonar aguda i la hipertensió pulmonar, entre d'altres.
Actualment hi ha tractaments experimentals que pretenen, mitjançant un pèptid d'estructura d'alfa hèlix que inhibeix la interacció entre les subunitats SHARPIN i HOIL-1L, provocar un desequilibri estructural del complex LUBAC, induint així una activació incorrecta de les vies metabòliques cel·lulars, que desencadenarien en l'apoptosi de les cèl·lules tumorals i, conseqüentment, en la disminució del tumor.